# Metals banka
Металс-банка (сербохорв. Metals-banka, Металс-банка) — сербский коммерческий инвестиционный банк, со штаб-квартирой в Нови-Саде, учреждён в 1990 году.

## Особенности
Металс-банк занимается различными операциями, в том числе депозиты, оплаты кредитов, обмен валюты (операции на денежном рынке), денежные переводы, в соответствии с федеральным законом, и других финансовых услуг.
Усиление позиций Металс-банка на рынке произошло после 2001 года, чему способствовали приобретения DTD (чеш. DTD banke) и в 2005 году — DDOR (чеш. DDOR banke) банков. С тех пор, Металс-банк поддерживает партнёрские отношения с крупнейшей в Сербии страховой компанией «ДДОР Нови-Сад» (англ. DDOR Novi Sad, являющейся так же крупнейшим (вторым) акционером Металс-банка (10,10 %).
После 1 июля 2009 года, когда решением общего собрания акционеров был реализован 25-й выпуск акций банка, основным владельцем акций является правительство автономного края Воеводина (61,87 %).